# Tournoi de badminton Syed Modi International
Ne doit pas être confondu avec Open d'Inde (badminton).
Le Syed Modi International est un tournoi international annuel de badminton créé en 1991 par l'Association de badminton de l'Uttar Pradesh en mémoire du badiste indien Syed Modi (en), médaillé d'or aux Jeux du Commonwealth de 1982. Il fait partie depuis 2009 des tournois professionnels classés Grand Prix par la BWF puis promu Grand Prix Gold à partir de 2011. À l'exception de l'édition 2010 qui s'est déroulée à Hyderabad à cause d'un conflit avec la Fédération indienne de badminton (BAI), toutes les éditions se sont jouées à Lucknow.
En 2018, le tournoi poursuit son développement en intégrant le nouveau circuit BWF World Tour en catégorie Super 300.

## Palmarès
| Année                    | Simple hommes                                                  | Simple dames                                                   | Double hommes                                                  | Double dames                                                   | Double mixte                                                   |
| ------------------------ | -------------------------------------------------------------- | -------------------------------------------------------------- | -------------------------------------------------------------- | -------------------------------------------------------------- | -------------------------------------------------------------- |
| BWF Grand Prix           |                                                                |                                                                |                                                                |                                                                |                                                                |
| 2009                     | Chetan Anand                                                   | Saina Nehwal                                                   | Fauzi Adnan Trikusuma Wardhana                                 | Misaki Matsutomo Ayaka Takahashi                               | Arun Vishnu Aparna Balan                                       |
| 2010                     | Dionysius Hayom Rumbaka                                        | Zhou Hui                                                       | Mohammad Ahsan Bona Septano                                    | Xia Huan Tang Jinhua                                           | Liu Peixuan Tang Jinhua                                        |
| BWF Grand Prix Gold      |                                                                |                                                                |                                                                |                                                                |                                                                |
| 2011                     | Taufik Hidayat                                                 | Ratchanok Intanon                                              | Naoki Kawamae Shōji Satō                                       | Shinta Mulia Sari Yao Lei                                      | Sudket Prapakamol Saralee Thungthongkam                        |
| 2012                     | Kashyap Parupalli                                              | Lindaweni Fanetri                                              | Ko Sung-hyun Lee Yong-dae                                      | Savitree Amitrapai Sapsiree Taerattanachai                     | Fran Kurniawan Shendy Puspa Irawati                            |
| 2013                     | Non disputé                                                    | Non disputé                                                    | Non disputé                                                    | Non disputé                                                    | Non disputé                                                    |
| 2014                     | Xue Song                                                       | Saina Nehwal                                                   | Li Junhui Liu Yuchen                                           | Chen Qingchen Jia Yifan                                        | Wang Yilyu Huang Yaqiong                                       |
| 2015                     | Kashyap Parupalli                                              | Saina Nehwal                                                   | Mathias Boe Carsten Mogensen                                   | Amelia Alicia Anscelly Soong Fie Cho                           | Riky Widianto Richi Puspita Dili                               |
| 2016                     | Srikanth Kidambi                                               | Sung Ji-hyun                                                   | Goh V Shem Tan Wee Kiong                                       | Jung Kyung-eun Shin Seung-chan                                 | Praveen Jordan Debby Susanto                                   |
| 2017                     | Sameer Verma                                                   | P. V. Sindhu                                                   | Mathias Boe Carsten Mogensen                                   | Christinna Pedersen Kamilla Rytter Juhl                        | Pranaav Chopra N. Sikki Reddy                                  |
| BWF World Tour Super 300 |                                                                |                                                                |                                                                |                                                                |                                                                |
| 2018                     | Sameer Verma                                                   | Han Yue                                                        | Fajar Alfian Muhammad Rian Ardianto                            | Chow Mei Kuan Lee Meng Yean                                    | Ou Xuanyi Feng Xueying                                         |
| 2019                     | Wang Tzu-wei                                                   | Carolina Marín                                                 | He Jiting Tan Qiang                                            | Baek Ha-na Jung Kyung-eun                                      | Rodion Alimov Alina Davletova                                  |
| 2020 2021                | Éditions annulées en raison de la pandémie de Covid-19 en Inde | Éditions annulées en raison de la pandémie de Covid-19 en Inde | Éditions annulées en raison de la pandémie de Covid-19 en Inde | Éditions annulées en raison de la pandémie de Covid-19 en Inde | Éditions annulées en raison de la pandémie de Covid-19 en Inde |
| 2022                     | Non attribué                                                   | P. V. Sindhu                                                   | Man Wei Chong Tee Kai Wun                                      | Anna Cheong Teoh Mei Xing                                      | Ishaan Bhatnagar Tanisha Crasto                                |
| 2023                     | Chi Yu-jen (en)                                                | Nozomi Okuhara                                                 | Choong Hon Jian Muhammad Haikal                                | Rin Iwanaga Kie Nakanishi                                      | Dejan Ferdinansyah Gloria Emanuelle Widjaja                    |
| 2024                     | Lakshya Sen                                                    | P. V. Sindhu                                                   | Huang Di Liu Yang (ja)                                         | Gayatri Gopichand Treesa Jolly                                 | Dechapol Puavaranukroh (en) Supissara Paewsampran              |